# Fūma Shirasaka
Fūma Shirasaka (japanisch 白坂 楓馬 Shirasaka Fūma; * 5. Dezember 1996 in der Präfektur Kanagawa) ist ein japanischer Fußballspieler.

## Karriere
Fūma Shirasaka erlernte das Fußballspielen in der Schulmannschaft der Toko Gakuen High School sowie in der Universitätsmannschaft der Ritsumeikan-Universität. Seinen ersten Vertrag unterschrieb er am 1. Februar 2019 beim Honda FC. Der Verein aus Hamamatsu, einer Großstadt in der Präfektur Shizuoka auf Honshū, der Hauptinsel von Japan, spielte in der vierten japanischen Liga, der Japan Football League. 2019 wurde er mit Honda Meister der vierten Liga. Für Honda stand er 39-mal in der JFL im Tor. Im Januar 2021 wechselte er zum Erstligisten Yokohama F. Marinos nach Yokohama. Im Februar 2021 wechselte er auf Leihbasis zum Drittligisten Kagoshima United FC. Sein Drittligadebüt gab Fūma Shirasaka am 15. Mai 2021 (8. Spieltag) im Heimspiel gegen den Fujieda MYFC. Hier stand er in der Startelf und stand die kompletten 90 Minuten im Tor. Fujieda MYFC gewann das Spiel mit 3:0. Insgesamt absolvierte er 39 Ligaspiele für Kagoshima. Nach der Ausleihe kehrte er im Januar 2023 nach Yokohama zurück. Nach insgesamt drei Ligaspielen wechselte er im Januar 2025 zum Zweitligisten Ehime FC.

## Erfolge
Honda FC
- Japan Football League: 2019